# 阿塔納索夫冰原島峰

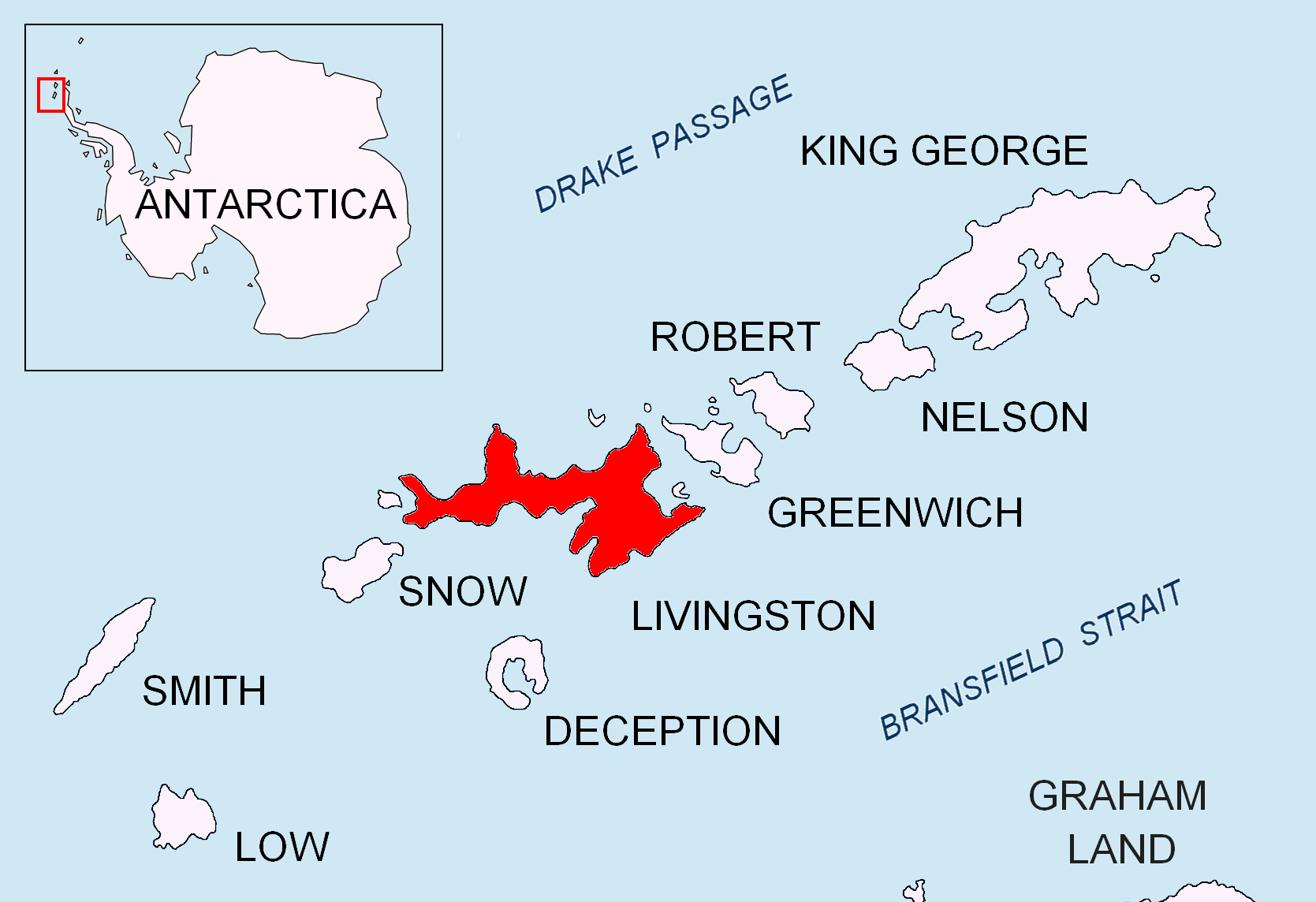

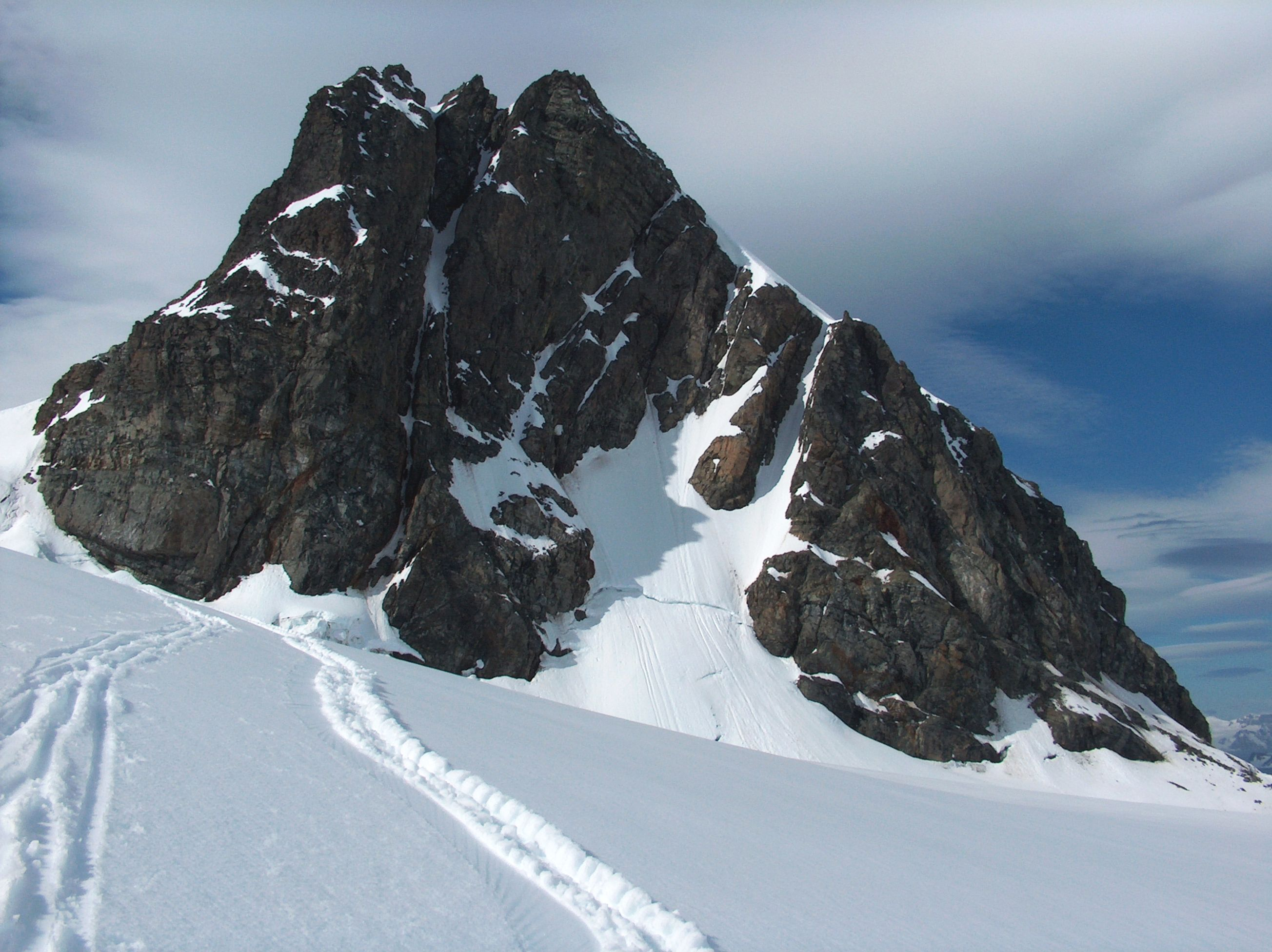

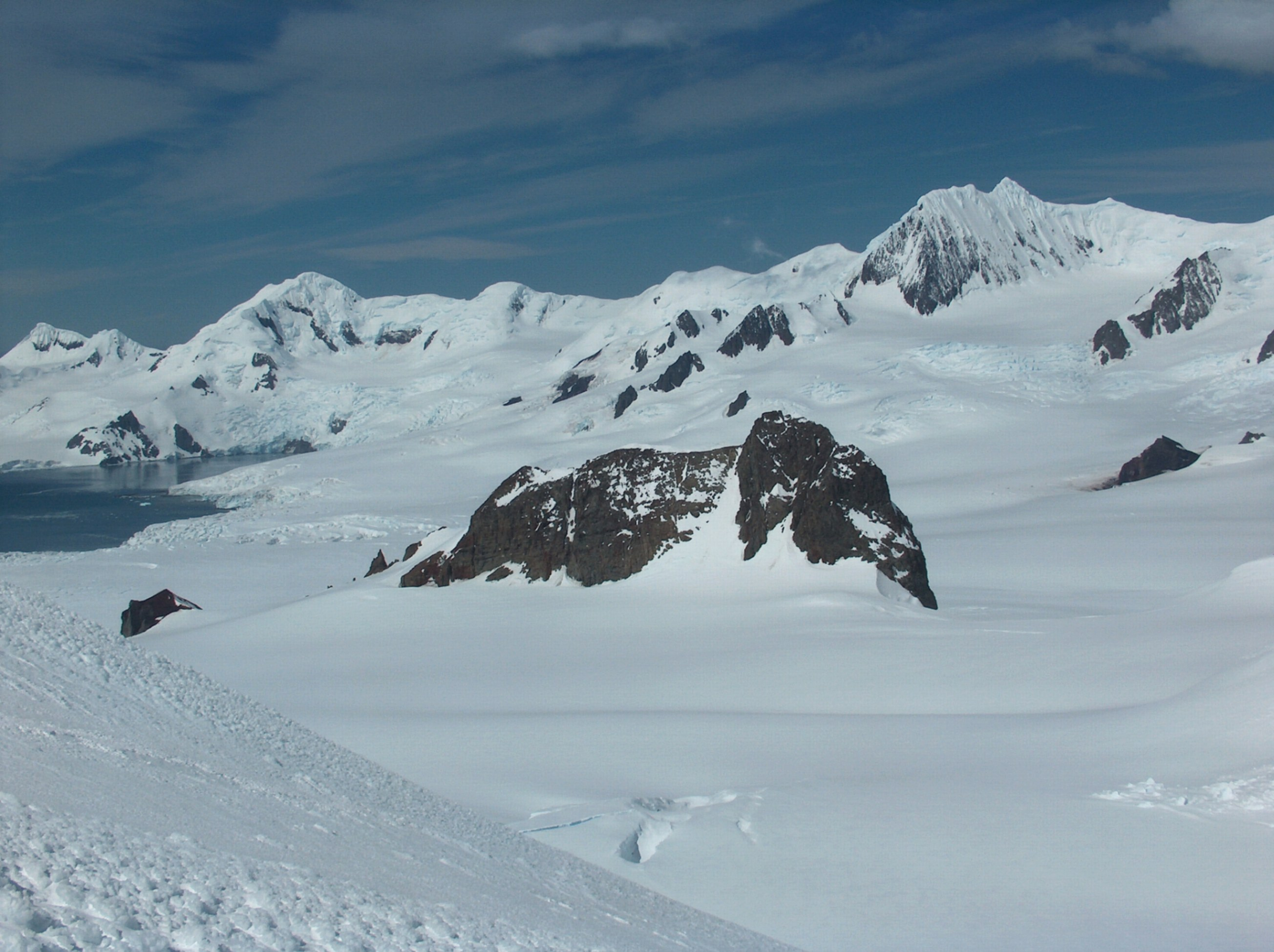

阿塔納索夫冰原島峰是南極洲的冰原島峰，位於南設得蘭群島中利文斯頓島，屬於鮑爾斯嶺的一部分，處於庫茲馬海穹東北面3.32公里、馬里察峰東北面1.18公里、大針峰西北面6.86公里和列夫斯基峰以北5.37公里，海拔高度523米。
62°36′54″S 60°06′57″W / 62.61500°S 60.11583°W

## 外部連結
- Composite Gazetteer of Antarctica（页面存档备份，存于）.